# Brachycoryna hardyi
Brachycoryna hardyi es un coleóptero de la familia Chrysomelidae.
Fue descrita científicamente por primera vez en 1874 por Crotch.